# 노르웨이 군장 행군
노르웨이 군장 행군(노르웨이어: Det militære marsjmerket 데 밀리타레 머슈말케트[*], 영어: Norwegian Military Foot March Badge (NFM)) 또는 노르웨이 도보 행군은 노르웨이군이 주최하는 시험으로서, 30km 거리를 11kg의 군장을 메고 정해진 시간 이내에 완주하는 것으로 목표로 한다.

## 역사
1915년에 시작되었으며, 노르웨이 육군의 행군 능력을 향상하기 위해서 생성되었다. 2018년부터는 의무가 아닌 선택 사항으로 변경되었다.

## 상세
노르웨이군이 주최하며, 노르웨이와 우방국가들이 노르웨이 군장 행군에 참여하고 있다. 대표적인 참가국의 군대는 미국 육군이며, 비정기적으로 캠프 험프리스에서 대한민국 육군도 참가한다.

## 자격 요건
군장 행군은 30km 행군을 11kg 군장을 메고 완수하여야 합격한다. 행군 합격의 기준은 아래의 표와 같으며, 주어진 시간 내 행군을 완수해야 한다.
| 행군 합격 기준 | 행군 합격 기준 | 행군 합격 기준 |
| -------------- | -------------- | -------------- |
| 연령대         | 여성           | 남성           |
| 18-34          | 4시간 50분     | 4시간 30분     |
| 35-42          | 5시간          | 4시간 30분     |
| 43-49          | 5시간 15분     | 4시간 40분     |
| 50-54          | 5시간 30분     | 4시간 50분     |
| 55-59          | 5시간 45분     | 5시간          |
| 60+            | 6시간          | 5시간 15분     |

## 등급
- 금 = 노르웨이 군장 행군 5회 완수
- 은 = 노르웨이 군장 행군 3회 완수
- 동 = 노르웨이 군장 행군 1회 완수